# Дългоопашата невестулка
Дългоопашатата невестулка (Mustela frenata) е вид бозайник от семейство Порови (Mustelidae).

## Разпространение и местообитание
Разпространен е в Белиз, Боливия, Бразилия, Венецуела, Гватемала, Еквадор, Канада, Колумбия, Коста Рика, Мексико, Никарагуа, Панама, Перу, Салвадор, САЩ и Хондурас.